# Cap Diego
Cap Diego est une presqu'île du nord de Madagascar s'avançant depuis l'ouest vers le centre de la baie de Diego-Suarez, qui communique avec l'océan Indien. Elle relève de la région de Diana, dans la province de Diego-Suarez.
L’aérodrome d’Andrakaka, construit par la Royal Air Force en 1942, est situé au centre de la presqu'île.
Cet endroit est rempli de baobabs endémiques.

## Geographie
Cap Diego est un port naturel complètement abrité, qui se trouve à 45km de la ville d'Antsiranana si on s'y rend par voie terrestre en passant par Anamakia et Antsampano. Il est à 2km 300par voie maritime, nécessitant seulement vingt minutes depuis le port d'Antsiranana.

## Administration
Cap Diego est l'une des fokontany (quartier) de la ville d'Antsiranana qui s'avère être le plus isolé.
Cap Diego est le quartier de la Commune Urbaine d’Antsiranana le plus isolé. Il est subdivisé en quatre secteurs, deux ont leurs chefs et le reste est administré directement par le chef du quartier Randrianiaina Olivier à la suite des démissions des deux autres chefs de secteur.
Cap Diego dispose d'un centre de santé de base, une école, Quelques églises.

## Histoire
Cap Diego a été construit de 1885 à 1886 par  des créoles de Bourbon sous la direction du commandant Caillet et des hommes de son vaisseau de transport « Dordogne ». Ils ont commencé la construction par un petit quai en pierre, de vastes hangars, un chemin de fer, des magasins, des ateliers de réparation, un hôpital, un dépôt de vivre, un caserne. Un bon emplacement du point de vue militaire. La revue militaire et coloniale de 1885 a décrit Cap Diego : « Du fond de la baie dans l’ouest se détache une grande presqu’île formée d’une partie évasée se rétrécissant peu à peu pour se rattacher à la terre ferme… c’est à l’extrémité de cette presqu’île que se trouve le Cap Diego formant dans la baie de la Nièvre une sorte de petit port naturel, parfaitement abrité et absolument caché pour quiconque vient de l’Est ». Et selon les instructions nautiques de 1885 « Ce cap est le seul point de toute cette côte qui présente un réduit naturel de facile défense »
La compagnie d'infanterie de marine, une compagnie de tirailleurs Sakalava et une compagnie disciplinaire s'y installent. Mais du 28 août au 2 septembre 1886, le commandant Caillet reçoit l'ordre de regrouper une partie de la compagnie à Antsiranana.
De 1973 à 2002, le centre d'instruction et de débarquement commando du 2eme RFI est installé à Cap Diego, là où a été installé le commando de la légion étrangère française. On y forme les commandos fusiliers marins, des formations d'initiation, formation pratique et technique. Puis, en 2007, la formation a repris à Cap Diego.

## Intérêt touristique
Depuis 1929, Cap Diego est un lieu d'excursion haut de gamme, on y trouve les vestiges militaires laissés par l'armée française, le reste du hangar, les traces du système de défense anti-aérienne, une grotte avec piste de danse et bar (salle de fête de la  deuxième compagnie de la deuxième RFI)
| Baie de Diego-Suarez depuis le sommet de la Montagne des Français                                                              |
| Baie de Diego-Suarez depuis le sommet de la Montagne des Français ; le Cap Diego se trouve sur la gauche, derrière Antsiranana |

| Cap Diego |
| Cap Diego |

| Entrée du camp militaire de Cap Diego |
| Entrée du camp militaire de Cap Diego |

| Camp de Cap Diego |
| Camp de Cap Diego |

| Ruine du camp militaire en 1887 |
| Ruine du camp militaire en 1887 |